# Хаудах

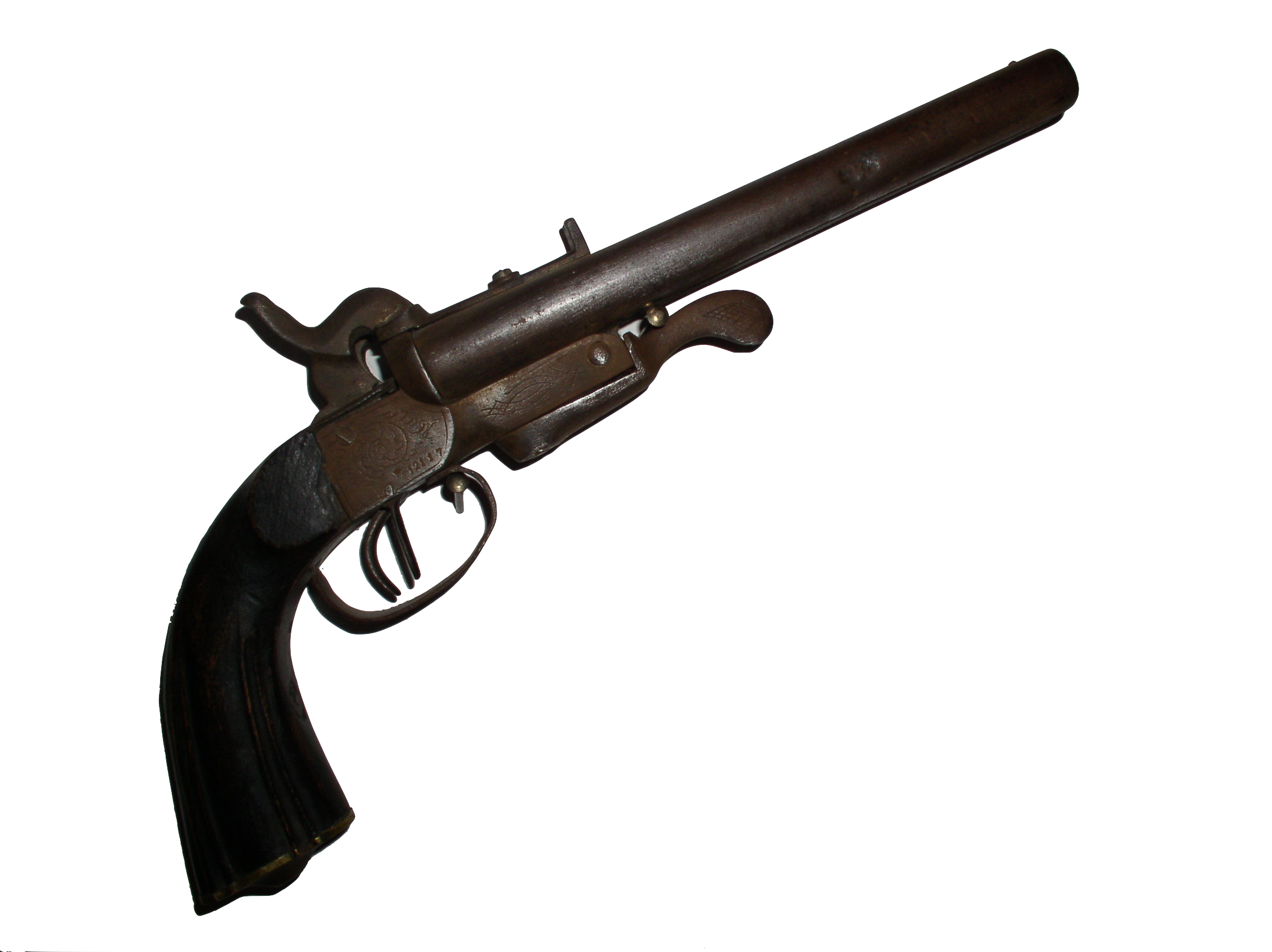
Двуствольный седельный пистолет калибра .50, Германия, около 1900 г.

Хаудах, хауда, хоуда (англ. howdah, само слово на урду означает «слоновье седло») — короткоствольное крупнокалиберное оружие под патрон охотничьего типа.
Хаудахи возникли как обрезы охотничьих двустволок и использовались в колониальной Индии охотниками верхом на слонах для защиты от нападения раненого тигра в качестве «оружия последнего шанса». Первоначально были гладкоствольными, без прицельных приспособлений, так как стрелять из них приходилось практически в упор. Впоследствии подобные обрезы-пистолеты с более удобной рукояткой стали специально изготавливаться оружейниками, их стали делать и нарезными; нередко калибр совпадал с калибром основного оружия охотника. Английские офицеры использовали их не только на охоте, но и в боевых действиях, так как считалось, что они более надёжны, чем штатный револьвер. Хаудахи были не только двуствольные, но даже четырёхствольные. Классический образ хаудаха сформировался в 1830—1850 годах. Наиболее известны хаудахи Ланкастера, Уилкинсона, Уэстли Ричардса.
Применение хаудаха при охоте на львов можно увидеть в фильме «Призрак и Тьма».
В 2007 году Ижевским механическим заводом на базе ружья ИЖ-43 выпущено травматическое оружие самообороны «Хауда» МР-341. Представляет собою короткий двуствольный обрез под специально разработанный 35-мм патрон 12 калибра с резиновой пулей.

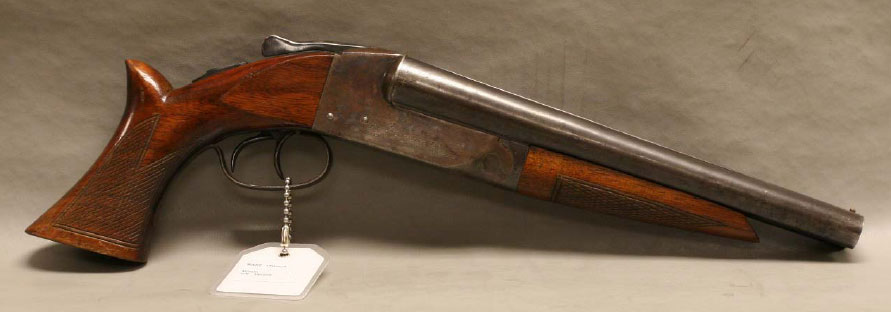
Хаудах Ithaca Model A 20-го калибра, выпускался в 1922—1934 годах